# Zdeněk Doležal (krasobruslař)
Zdeněk Doležal (* 1. září 1931 Praha) je bývalý československý krasobruslař.
Soutěžil za klub Rapid Pardubice v kategorii sportovních dvojic (párů) s Věrou Suchánkovou. V roce 1958 dvojice ukončila sportovní kariéru.
Před pardubickou Tipsport arénou bude uvedena, stejně jako Věra Suchánková do tzv. Síně slávy pardubického sportu.

## Výsledky
| Soutěž                                     | 1951 | 1952 | 1954 | 1955 | 1956 | 1957 | 1958 |
| ------------------------------------------ | ---- | ---- | ---- | ---- | ---- | ---- | ---- |
| Zimní olympijské hry                       |      |      |      |      | 8    |      |      |
| Mistrovství světa v krasobruslení          |      |      |      | 6    |      |      | 2    |
| Mistrovství Evropy v krasobruslení         |      |      |      | 2    | 5    | 1    | 1    |
| Mistrovství Československa v krasobruslení | 2    | 3    | 3    | 2    | 1    | 1    | 1    |